# Monitorul Oficial
Monitorul Oficial – rumuński dziennik urzędowy, w którym są publikowane ustawy, dekrety prezydenta i inne akty prawne. Swą historią sięga roku 1832, kiedy to ukazywało się półurzędowe wydawnictwo drukowane wówczas cyrylicą, która była stosowana na terenach hospodarstw późniejszego Królestwa Rumunii.